# Tomáš Král (lední hokejista)
Tomáš Král (* 29. prosince 1992, Plzeň) je český hokejový brankář v HC Stadion Litoměřice. Mimo Česko působil na klubové úrovni v Norsku a Finsku. Je synem někdejšího prezidenta Českého svazu ledního hokeje Tomáše Krále.

## Hráčská kariéra
Svoji hokejovou kariéru začal v HC Plzeň, odkud v průběhu mládeže odešel do nejprve do Norska (Lillehammer IK) a poté do Finska, kde hrál za kluby Hämeenlinnan Pallokerho, Kärpät Oulu. Ve Finsku pokračoval i v seniorské kategorii a nastupoval zde za Hokki Kajaanim, IPK Iisalmi, TuTo Turku, KooVee a LeKi Lempäälä. V průběhu sezony 2013/14 se vrátil do Česka a nastupoval za HC Sparta Praha a HC Stadion Litoměřice, kde strávil na hostování celý následující ročník. V létě 2015 přestoupil do Mountfield HK, kde podepsal kontrakt na dva roky s opcí. Před sezonou 2015/16 odešel zpět do Litoměřic, ale dne 21. října 2015 odešel na hostování do HC Slavia Praha, kde působil na pozici druhého brankáře za Alexandrem Hylákem. V květnu 2016 se vrátil zpět do Hradce Králové, kde se dohodl na předčasném ukončení smlouvy. Následně přestoupil do Piráti Chomutov.

## Jednotlivé sezony
- 2007–2008 HC Plzeň – dorost
- 2008–2009 HC Plzeň – dorost
- 2009–2010 Lillehammer IK – junioři
- 2010–2011 Lillehammer IK – junioři, A–tým (GET–ligaen)
- 2011–2012 Hämeenlinnan Pallokerho – junioři, Kärpät Oulu – junioři
- 2012–2013 Hokki Kajaani (Mestis), IPK Iisalmi (Suomi–sarja), TuTo Turku (Mestis)
- 2013–2014 KooVee (Suomi–sarja), LeKi Lempäälä (Mestis), HC Sparta Praha (ELH), HC Stadion Litoměřice (1. liga)
- 2014–2015 HC Stadion Litoměřice (1. liga)
- 2015–2016 HC Stadion Litoměřice (1. liga), HC Slavia Praha (1. liga)
- 2016–2017 Piráti Chomutov (ELH)
- 2017–2018 HC Stadion Litoměřice, HC Škoda Plzeň (ELH)
- 2018–2019 HC Stadion Litoměřice
- 2019–2020 HC Stadion Litoměřice, HC Škoda Plzeň (ELH)
- 2020–2021 HC Stadion Litoměřice
- 2021–2022 HC Stadion Litoměřice
- 2022–2023 HC Stadion Litoměřice
- 2023–2024 Lillehammer IK

## Reprezentační kariéra
- 2009–10 Česko "18"
- 2010–12 Česko "20"